# Nipponentomon bifidum
Nipponentomon bifidum är en urinsektsart som beskrevs av Josef Rusek 1974. Nipponentomon bifidum ingår i släktet Nipponentomon och familjen lönntrevfotingar. Inga underarter finns listade i Catalogue of Life.